# WKOB-LD
WKOB-LP é uma emissora de televisão americana com sede em Nova Iorque, NY. É afiliada à Daystar Television Network e opera no canal 42 UHF analógico.